# باشگاه والیبال دورنا ارومیه
باشگاه والیبال دورنا ارومیه یک باشگاه والیبال ایرانی است که در سال ۱۳۹۷ در ارومیه تأسیس شد. این تیم هم‌اکنون در لیگ دسته اول والیبال ایران بازی می‌کند.
این تیم از بازیکنان زیر ۲۱ سال استفاده می‌کند.